# Wachendorfia multiflora
Wachendorfia multiflora là một loài thực vật có hoa trong họ Huyết bì thảo. Loài này được (Klatt) J.C.Manning & Goldblatt mô tả khoa học đầu tiên năm 2000.

## Hình ảnh

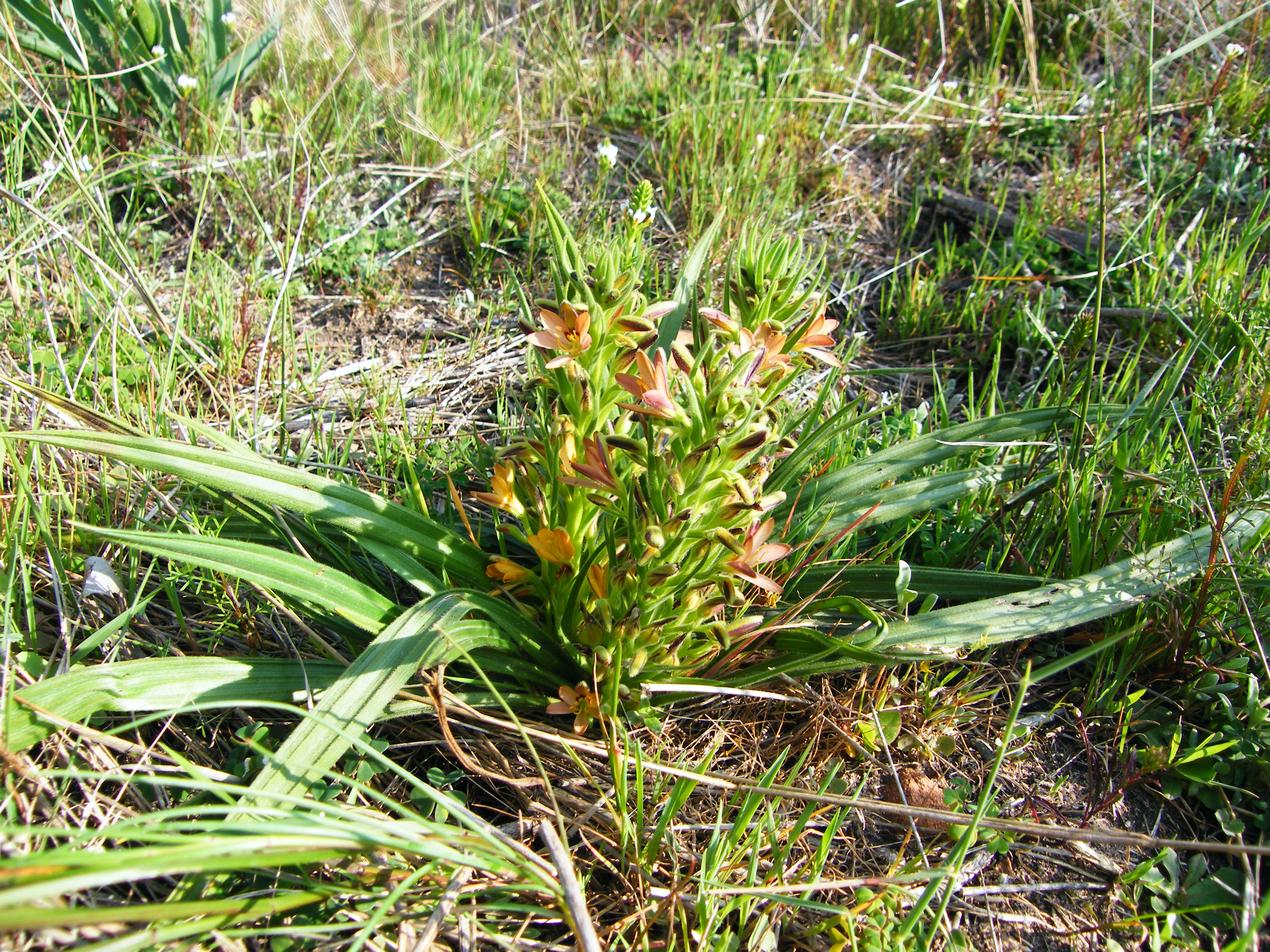